# طقوس الربيع
طقوس الربيع، (بالفرنسية: Le Sacre du printemps)‏، هو باليه قدم لأول مرة في باريس عام 1913، وهو يعد من أهم ما كتب في موسيقى القرن العشرين على الإطلاق، حيث يروي قصةً مبتكرة، وجريئة، حول عشق الأرض، والتضحية في سبيل قدوم فصل الربيع.
وهو يمثل مجموعة طقوس روحية، تؤديها جماعات بدائية، تنتهي باختيار الأضحية من بين الفتيات، وعلى الفتاة المختارة أن تقوم بالتضحية بنفسها، في سبيل قدوم الربيع، وذلك بأن ترقص حتى الموت.
وعند عرض هذا الباليه لأول مرة، أحدث فوضى كبيرة، فجرأة إيجور سترافينسكي، في تأليف موسيقاه بإيقاعاتها الغريبة وأفكارها الحديثة ضربت كل المفاهيم التقليدية للموسيقى والباليه، وبالرغم من أن العرض الأول كان كارثة بسبب اضطراب الجمهور وإثارة الشغب إلا أن هذا العمل يعد اليوم من أهم ما كتب في الباليه والموسيقى الأوركسترالية على الأطلاق، وهو يمتاز بتوزيعٍ أوركسترالي قوي، وأخاذ يمثل ألوان الربيع وانفجاره في البرية، كما يمتاز بإيقاعاته المعقدة والهارموني الحديث الذي استخدمه.